# Новосибирский завод металлоконструкций
Новосибирский завод металлоконструкций — завод по производству металлоконструкций различного назначения. Основан в 1939 году. Расположен в Ленинском районе Новосибирска.

## История
В 1939 году для обеспечения строящихся объектов стальными конструкциями организуется предприятие, его первой продукцией стали бак и каркас для водонапорной башни на площади Маркса, а также конструкции для комбината № 179 и Новосибирского авиационного завода им. Чкалова.
Во время Великой Отечественной войны продукция завода широко применялась на эвакуированных предприятиях. Также в этот период предприятие изготавливало головки для снарядов, лыжно-пулемётные установки, автоцистерны, газогенераторные установки.
В следующие годы предприятие расширяет материально техническую базу, внедряет передовые технологии. Начинает выпускать новую продукцию — радиомачты и телевизионные башни, опоры ЛЭП.
Завод изготовил юстировочные вышки точной наводки космических аппаратов для космодрома на Байконуре, производил продукцию для Камского автомобильного завода, Саянского алюминиевого и Западно-Сибирского металлургического комбинатов. В Новосибирске создал конструкции для телебашни, ТЮЗа, цирка, метрополитена и т. д.

## Продукция
- Антенно-мачтовые сооружения
- Металлические конструкции для гражданского и промышленного строительства
- Мостовые конструкции
- Анкерные болты и шпильки
- Элементы шахтной крепи
- Металлические сетки
- Товары народного потребления

## Руководители
- А. С. Емельянов (1939—1941)
- Ф. К. Костюков (1941—1945)
- М. З. Кучан (1946—1947)
- А. А. Каплин (1947—1950)
- С. А. Беляев (1950—1952)
- Н. В. Сеферовский (1952—1957)
- А. Я. Парфёнов (1957—1959)
- М. А. Дриликов (1959—1963)
- Е. А. Рыбин (1963—1968 и 1974—1976)
- И. Н. Чернов (1968—1974)
- В. В. Попов (1976—1980)
- В. В. Булныгин (1981—1997)
- М. А. Фёдоров (с 1998)